# Taurean Prince
Taurean Prince, född 22 mars 1994 i San Marcos i Texas, är en amerikansk professionell basketspelare som spelar för Milwaukee Bucks.

## Karriär
Prince studerade vid Baylor University där han spelade collegebasket. Efter collegeåren draftades han 2016 av Utah Jazz och inledde sin NBA-karriär senare samma år i Atlanta Hawks.
Den 6 juli 2019 byttes Prince tillsammans med ett andrarundeval i draften 2021 till Brooklyn Nets mot Allen Crabbe, drafträttigheterna för Nickeil Alexander-Walker samt ett försterundeval i draften 2020. Den 21 oktober 2019 skrev Prince på en tvåårig kontraktsförlängning värt 29 miljoner dollar med Nets.
Den 14 januari 2021 byttes Prince och Jarrett Allen till Cleveland Cavaliers i en övergång mellan tre lag där bland annat James Harden gick till Brooklyn. Den 3 augusti 2021 byttes Prince tillsammans med ett andrarundeval i draften 2022 till Minnesota Timberwolves mot Ricky Rubio.